# 嘉兴边检站
嘉兴边检站，全名中华人民共和国嘉兴出入境边防检查站，组建于1997年，隶属于公安部四局浙江省边防总队，正处级编制，与嘉兴海关、嘉兴出入境检验检疫局、嘉兴海事局并列为嘉兴口岸四大职能部门。根据《中华人民共和国外国人入境出境管理法》、《中华人民共和国公民出境入境管理法》及《中华人民共和国出境入境边防检查条例》，代表国家在嘉兴口岸行依法行使出入境边防检查，交通运输工具监护、行政管理、行政处罚和追究刑事责任权。 
现下辖业务一科、业务二科、乍浦办事处、乍浦边防派出所及内部职能部门若干。其中乍浦边防派出所隶属于嘉兴边防检查站和嘉兴市公安局港区分局双重领导，其主要职责为负责沿海地区和海上的治安管理及渔船民管理工作，维护沿海地区的社会稳定及海上治安秩序。

## 单位地址
- 嘉兴边检站：嘉兴市昌盛中路288号。
- 嘉兴边检站乍浦办事处：嘉兴港区三期码头乍浦执勤点。
- 嘉兴边检站乍浦边防派出所：嘉兴港区龙王路。